# Venustiano Carranza (Chiapas)
Venustiano Carranza é um município do estado de Chiapas, no México.